# カワラガイ
カワラガイ（Fragum unedo）は奄美群島以南に生息する二枚貝の一種で、ザルガイ科に属する。

## 形態
同じFragum属で白色のオオヒシガイ Fragum fragumと似ているがやや大型で、貝殻は高さ約5cm以下で、殻頂に対して前側が広く、外靭帯がある後ろ側は狭めとなる。約29本の強い放射肋の上に赤い鱗片状の突起が並んで、沖縄の屋根瓦のような外観。殻は厚くてよく膨らみ、薄い膜で覆われる。足は白色で長く、「く」の字形に曲がる。

## 生態
丈夫な足をつかって砂にもぐり、殻口を少し開き水管を砂底からわずかに出す。水管から吸入した栄養分をろ過するだけでなく、開口部水管にかけて褐虫藻を共生させて光合成により養分を得る。殻の中にカワラピンノ (カクレガニ)  Nepinnotheres cardii が共生することがある。ソデカラッパ Calappa hepaticaに殻を割られて食べられることがある。

## 分布
奄美群島以南の西太平洋の潮間帯下の砂底に生息する。

## 人との関係
南西諸島で食用とされる。 江戸時代後期の武蔵石壽による『目八譜』(Mokuhachi-fu)に『甍介』(いらかがい)としてカワラガイが紹介されている。